# Patria NEMO
NEMO (skraćenica od NEw MOrtar) je jednocjevni minobacački sustav kalibra 120 mm razvijen kao privatan projekt finske tvrtke Patria Weapons Systems Oy. Sustav je napravljen na osnovi AMOS minobacačkog sustava s dvije cijevi. Sustavom NEMO mogu se opremiti gotovo svi oklopni transporteri i neke vrste brodova.
Prvi kupac ovog sustava Slovenska vojska koja je naručila 135 Patria AMV vozila, neke opremljene i NEMO minobacačkim sustavom. Ratna mornarica Ujedinjenih Arapskih Emirata nabavila je 12 ophodnih brodova, od kojih su neki opremljeni minobacačkim sustavom NEMO.

## Razvoj i opis
Na temelju sustava AMOS, Patria je kao lakšu inačicu sustava AMOS razvila jednocjevni sustav NEMO (NEw MOrtar), koji je prvi put prikazala postavljen na oklopnom vozilu Patria AMV 8x8 na izložbi Eurosatory 2006. Kako bi se što bolje zadovoljile potrebe potencijalnih kupaca, NEMO je razvijen kao modularni sustav visoke prilagodljivosti. Masa mu je smanjena na prihvatljivijih 1550 kg, tako da se kupola može postaviti i na manja vozila kao što su kotačkaši konfiguracije 6x6, manji gusjeničari i manji brodovi. Besposadna kupola sustava NEMO rabi iste podsustave kao i AMOS te isto streljivo. Poluautomatski punjač joj omogućuje ispaliti u prvoj minuti djelovanja deset granata, dok je dugotrajna brzina paljbe odličnih sedam granata u minuti. Prva se granata može ispaliti 30 sekundi nakon zaustavljanja vozila, a paljbeni položaj može napustiti samo deset sekundi nakon ispaljenja posljednje granate. Vozilo veličine AMV-a može nositi borbeni komplet od 50 do čak 60 granata. Patria je prvi izvozni uspjeh ostvarila neposredno nakon predstavljanja NEMA. Sredinom 2006., slovenska vojska naručila je čak 135 AMV-a, od kojih će neke opremiti sustavima NEMO.

## Vanjske poveznice
|  | Zajednički poslužitelj ima još gradiva o temi Patria NEMO |

- (en) NEMO na military-today.com  Arhivirana inačica izvorne stranice od 16. studenoga 2021. (Wayback Machine)